# Gianluca Scamacca
Gianluca Scamacca (1. leden 1999 Řím, Itálie) je italský fotbalový útočník hrající za Atalantu i za reprezentaci Itálie.

## Přestupy
- z Řím do Eindhoven za 270 000 Euro
- z Eindhoven do Sassuolo za 4 100 000 Euro
- z Sassuolo do West Ham za 38 600 000 Euro
- z West Ham do Atalanta za 25 600 000 Euro

## Kariéra

### Klubová
Scamacca, který se narodil v Římě, působil v akademiích obou římských velkoklubů, a to v akademii Lazia a AS Řím. V lednu 2015 se přesunul do nizozemského PSV Eindhoven.

#### Sassuolo
V lednu 2017 podepsal smlouvu s italským Sassuolem do léta 2021. 29. října, ve věku 18 let, debutoval v Serii A při prohře 3:1 proti SSC Neapol.

#### Hostování v Cremonese, PEC Zwolle, Ascoli a Janově
V lednu 2018 odešel Scamacca na půlroční hostování do druholigového Cremonese. 14. dubna 2018 vstřelil svůj první gól v kariéře, a to v ligovém zápase proti Palermu.
Dne 31. srpna 2018 zamířil Scamacca na roční hostování do nizozemského klubu PEC Zwolle. Svého debutu v Eredivisie se dočkal 2. září 2018 při výhře 1:0 nad FC Groningen. V dresu Zwolle odehrál 10 utkání, nicméně branku nevstřelil.
V létě 2019 posílil italský druholigový klub Ascoli v rámci ročního hostování. V sezóně vstřelil 9 ligových branek a další 4 přidal v Coppa Italia.
V říjnu 2020 odešel Scamacca na roční hostování do Janova a po dvou sezónách si tak tedy opět zahrál v Serii A. Svůj první ligový zápas za Janov odehrál 19. října při bezbrankové remíze s Hellasem Verona. V sezóně odehrál 26 ligových zápasů, ve kterých vstřelil 8 branek.

#### Návrat do Sassuola
V létě 2021 se Scamacca vrátil do A-týmu Sassuola, které vedl kouč Alessio Dionisi. 17. října vstřelil své první góly v dresu neroverdi, když dvěma góly zařídil ligovou remízu 2:2 proti Janovu. V sezóně 2021/22 zářil v Serii A, když hrával pravidelně po boku Domenica Berardiho a Giacoma Raspadoriho a vstřelil 16 ligových branek, díky čemuž se stal nejlepším střelcem Sassuola v sezóně.

#### West Ham United
V červenci 2022 přestoupil Scamacca ze Sassuola do anglického klubu West Ham United za částku okolo 31 milionů liber.

## Reprezentační
Scamacca dostal svoji první pozvánku do italské reprezentace v září 2021. Svůj reprezentační debut si odbyl 8. září při domácí výhře 5:0 nad Litvou, když v druhém poločase vystřídal Federica Bernardeschiho.

## Statistika

### Klubová
| Sezóna             | Klub               | Liga               | Liga   | Liga | Ligové poháry | Ligové poháry | Ligové poháry | Kontinentální poháry | Kontinentální poháry | Kontinentální poháry | Celkem | Celkem |
| Sezóna             | Klub               | Soutěž             | Zápasy | Góly | Soutěž        | Zápasy        | Góly          | Soutěž               | Zápasy               | Góly                 | Zápasy | Góly   |
| ------------------ | ------------------ | ------------------ | ------ | ---- | ------------- | ------------- | ------------- | -------------------- | -------------------- | -------------------- | ------ | ------ |
| 2017/18            | Sassuolo           | Serie A            | 3      | 0    | IP            | 0             | 0             | -                    | 0                    | 0                    | 3      | 0      |
| 2018               | Cremonese          | Serie B            | 14     | 1    | -             | 0             | 0             | -                    | 0                    | 0                    | 14     | 1      |
| 2018/19            | Zwolle             | Eredivisie         | 8      | 0    | NP            | 2             | 0             | -                    | 0                    | 0                    | 10     | 0      |
| 2019               | Sassuolo           | Serie A            | 0      | 0    | -             | 0             | 0             | -                    | 0                    | 0                    | 0      | 0      |
| 2019/20            | Ascoli             | Serie B            | 33     | 9    | IP            | 2             | 4             | -                    | 0                    | 0                    | 35     | 13     |
| 2020/21            | Janov              | Serie A            | 26     | 8    | IP            | 3             | 4             | -                    | 0                    | 0                    | 29     | 12     |
| 2021/22            | Sassuolo           | Serie A            | 36     | 16   | IP            | 2             | 0             | -                    | 0                    | 0                    | 38     | 16     |
| Celkem za Sassuolo | Celkem za Sassuolo | Celkem za Sassuolo | 39     | 16   | -             | 2             | 0             | -                    | 0                    | 0                    | 41     | 16     |
| 2022/23            | West Ham           | Premier League     | 16     | 3    | AP+ALP        | 1+1           | 0             | EKL                  | 9                    | 5                    | 27     | 8      |
| 2023/24            | Atalanta           | Serie A            | 29     | 12   | IP            | 4             | 1             | EL                   | 11                   | 6                    | 44     | 19     |
| 2024/25            | Atalanta           | Serie A            | ?      | ?    | IP+IS         | ?+?           | ?             | LM+ES                | ?+0                  | ?                    | ?      | ?      |
| Celkově            | Celkově            | Celkově            | 168    | 49   | -             | 15            | 9             | -                    | 20                   | 11                   | 203    | 69     |

### Reprezentační

#### Statistika na velkých turnajích
| Reprezentace | Rok     | Zápasy             | Zápasy | Zápasy     | Zápasy           | Zápasy           | Zápasy   |
| Reprezentace | Rok     | Fáze turnaje       | Datum  | Soupeř     | Odehraných minut | Vstřelené branky | Výsledek |
| ------------ | ------- | ------------------ | ------ | ---------- | ---------------- | ---------------- | -------- |
| Itálie       | ME 2024 | 1 zápas ve skupině | 15. 6. | Albánie    | 83               | 0                | 2:1      |
| Itálie       | ME 2024 | 2 zápas ve skupině | 20. 6. | Španělsko  | 64               | 0                | 0:1      |
| Itálie       | ME 2024 | 3 zápas ve skupině | 24. 6. | Chorvatsko | 15               | 0                | 1:1      |
| Itálie       | ME 2024 | Osmifinále         | 29. 6. | Švýcarsko  | 90               | 0                | 0:2      |

#### Reprezentační branka
| Gól | Datum        | Stadion                         | Soupeř | Skóre | Výsledek | Soutěž                 |
| --- | ------------ | ------------------------------- | ------ | ----- | -------- | ---------------------- |
| 010 | 17. 10. 2023 | Wembley Stadium, Londýn, Anglie | Anglie | 0:1   | 3:1      | Kvalifikace na ME 2024 |

## Úspěchy

### Klubové

#### Kontinentální
- vítěz Evropské konferenční ligy (1x)

West Ham: 2022/23
- vítěz Evropské ligy (1x)

Atalanta: 2023/24

### Reprezentační
- 1× na ME (2024)
- 1× na LN (2020/21 – bronz)
- 1× na ME U21 (2021)

### Individuální
- Nejlepší střelec italského poháru: 2019/20 – 4 branky, 2020/21 – 4 branky